# Daisetta (Texas)
Daisetta es una ciudad ubicada en el condado de Liberty en el estado estadounidense de Texas. En el Censo de 2010 tenía una población de 966 habitantes y una densidad poblacional de 251,84 personas por km².

## Geografía
Daisetta se encuentra ubicada en las coordenadas 30°6′51″N 94°38′32″O / 30.11417, -94.64222. Según la Oficina del Censo de los Estados Unidos, Daisetta tiene una superficie total de 3.84 km², de la cual 3.83 km² corresponden a tierra firme y (0.07%) 0 km² es agua.

## Demografía
Según el censo de 2010, había 966 personas residiendo en Daisetta. La densidad de población era de 251,84 hab./km². De los 966 habitantes, Daisetta estaba compuesto por el 91.51% blancos, el 3.21% eran afroamericanos, el 0.31% eran amerindios, el 0.52% eran asiáticos, el 0% eran isleños del Pacífico, el 2.38% eran de otras razas y el 2.07% pertenecían a dos o más razas. Del total de la población el 5.49% eran hispanos o latinos de cualquier raza.